# Nightride
Nightride è il secondo album in studio della cantante statunitense Tinashe, pubblicato il 4 novembre 2016. Esso è stato anticipato dai singoli Ride Of Your Life e Company.
L'album è stato inserito nella classifica di Rolling Stone dei migliori album R&B del 2016, alla posizione numero 16.

## Tracce
1. Lucid Dreaming – 4:29
2. C'est La Vie – 3:35
3. Sunburn – 3:59
4. Binaural Test (Interlude) – 0:14
5. Sacrifices – 4:14
6. Company – 4:25
7. Soul Glitch – 4:11
8. You Don't Know Me – 3:15
9. Spacetime – 4:22
10. High Speed Chase (Interlude) – 1:10
11. Ride of Your Life – 3:30
12. Party Favors – 4:08
13. You Can Stay Here Tonight (Interlude) – 0:14
14. Touch Pass – 4:43
15. Ghetto Boy – 3:03

## Classifiche
| Classifica (2016) | Posizione massima |
| ----------------- | ----------------- |
| Stati Uniti       | 89                |